# 카와구치 히로시 (배우)

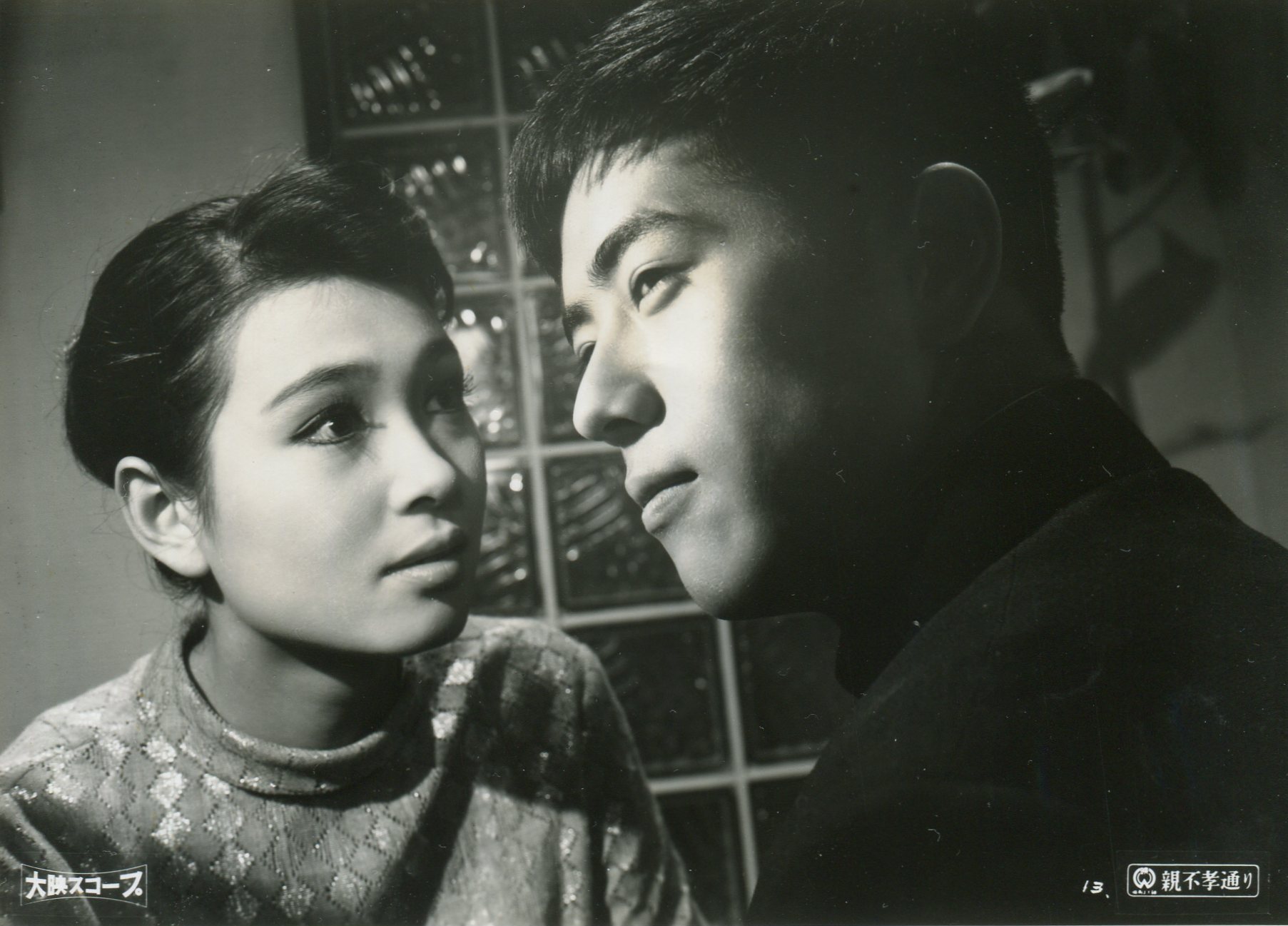

카와구치 히로시(일본어: 川口 浩, 1936년 8월 22일 ~ 1987년 11월 11일)는 일본의 배우, 탤런트이다. 도쿄에서 태어났으며 1956년 엘란도르상 신인상 수상자이기도 하다.

## 영화
- 검은 도마뱀 (1962년)
- 아내는 고백한다 (1961년)
- 남동생 (1960년)
- 최고수훈부인 (1959년)
- 너와 나의 이야기 - 안녕 오늘은 (1959년)
- 부초 (1959년) - 호마 키요시 역
- 거인과 완구 (1958년)
- 만원전차 (1957년)
- 입맞춤 (1957년)
- 처형의 방 (1956년)